# 夏季的恋人
《夏季的恋人》（日语： Natsu no Koibito）是日本摇滚乐队SHISHAMO的第5张单曲，于2016年9月7日发行。

## 简介
SHISHAMO在2016年7月16日东京日比谷野外大音乐堂举办的“SHISHAMO NO YAON!!! 2016”演唱会中首次演奏并发表了将要发行这张单曲的消息。《夏季的恋人》是SHISHAMO出道后首次使用弦乐抒情歌作为单曲主打歌。歌曲描绘了夏季结束、从孩童成长为大人的过程中的种种感伤。
7月18日歌曲通过FM802广播首次公开。CD唱片的封面依然由主唱宫崎绘制。
9月2日歌曲MV公开，由番场秀一导演，MV全篇以夏末的一天为题，以公路電影的形式展现出来。

## 发行
《夏季的恋人》于2016年9月7日发行。
- 普通盘（商品编号：UPCM-1415）

## 收录
| CD       | CD                         | CD   |
| 曲序     | 曲目                       | 时长 |
| -------- | -------------------------- | ---- |
| 1.       | （夏季的恋人）             | 5:28 |
| 2.       | （听到陷入热恋的声音的话） | 4:06 |
| 总时长： | 总时长：                   | 9:34 |